# Crepidochetus varipes
Crepidochetus varipes är en tvåvingeart som först beskrevs av Walker 1860.  Crepidochetus varipes ingår i släktet Crepidochetus och familjen skridflugor. Inga underarter finns listade i Catalogue of Life.